# Cyperus capitatus
Cyperus capitatus és una planta de la família de les ciperàcies típicament mediterrània que prolifera en sorrals costaners, platges i conreus propers. Planta perenne que forma estolons serpentejants sota la sorra. Les tiges de 10-50 cm són rodones i estriades, amb fulles acanalades, llargues i recolzades de (1-) 2,5-6 (-7) mm d'amplada, amb el marge revolut. A l'extrem de la tija van les espigues reunides en un gruixut cap compacte i sostingut per bràctees patents.
Inflorescències capituliformes, amb 4-6 bràctees desiguals, de marge revolut, molt eixamplades a la base, les més inferiors almenys sobrepassant a la inflorescència. Espiguetes de 6-17 (-20) x 2,5-4 mm, d'oblongues a lanceolades, amb 4-14 flors i eix àpter. Glumes de 5-7,5 x 2,3-4 mm, d'ovades a lanceolades, amb un mucró de 0,5-2,5 mm, vermell fosques, amb marge escariós ample. Androceu amb tres estams. Estil amb tres braços estilars. Els fruits són aquenis de 2,5-3,3 x 0,9-1,5 mm, trígons, d'oblongs a obovats, grisos o groguencs. Té un nombre cromosòmic de 2n = 72. Floreix de març a juny (agost).